# Das Leben ist seltsam
Das Leben ist seltsam ist eine französische dramatische Komödie aus dem Jahr 2004 unter der Regie von Arnaud Desplechin mit Emmanuelle Devos und Mathieu Amalric in den Hauptrollen. Der Film hatte seine Weltpremiere in der Wettbewerbssektion bei den 61. Internationalen Filmfestspielen von Venedig am 3. September 2004 und kam ab 22. Dezember 2004 in die Kinos.

## Handlung
In parallelen Handlungssträngen wird die Geschichte zweier Ex-Liebhaber erzählt: Nora Cotterelle und Ismaël Vuillard.
Nora, Mitte 30 und alleinerziehende Mutter ihres Sohns Elias, dessen Vater bereits verstorben ist, leitet seit sechs Monaten eine berühmte Kunstgalerie und beabsichtigt, in den nächsten Wochen den wohlhabenden Besitzer Jean-Jacques zu heiraten. Um ihren Sohn Elias zu treffen, reist Nora nach Grenoble zu ihrem Vater, dem Professor und Schriftsteller Louis Jenssens, bei dem ihr Sohn Elias Urlaub macht. Nachdem sie erfahren hat, dass ihr Vater Louis Krebs im Endstadium hat, bleibt sie in Grenoble um ihn zu pflegen.
Ismaël Vuillard, ein Bratschist mit Neigung zu seltsamen Verhalten und hoch verschuldet, ist in eine Nervenheilanstalt eingewiesen, aus der er fliehen will. Aufgrund der sieben Jahre, die er mit Nora zuvor zusammengelebt hatte, hegt Noras Sohn Elias eine große Zuneigung zu ihm.
Damit konfrontiert, dass sich ihr Sohn Elias zunehmend von ihr zurückzieht, sucht Nora Ismaël auf, um ihm die Adoption ihres Sohnes vorzuschlagen. Dank der Hilfe seines befreundeten Anwalts Maître Marc Mamanne und seiner Ärztin und Psychiaterin Dr. Hélène Vasset gelingt es Ismaël, seine finanzielle Situation zu regeln und aus der Anstalt entlassen zu werden. Auf Anraten seiner Psychoanalytikerin Doktor Devereux beschließt Ismaël, Elias nicht zu adoptieren. Mit Unterstützung seiner Familie und der jungen chinesischen Studentin Arielle Phénix, die er während des Aufenthalts in der Anstalt kennen und lieben gelernt hat, gelingt es Ismaël, im Leben wieder Fuß zu fassen.
Nora begleitet ihren Vater in seinen letzten Augenblicken und heiratet schließlich Jean-Jacques.
Der so erzählte Plot wird dem Film insofern nicht gerecht, als Arnaud Desplechin zahlreiche filmische, literarische – insbesondere mythologische – und psychoanalytische Referenzen verwendet, um die hinter dem Handlungsstrang liegenden Themen Beziehung, Trauer, Abstammung und Familie in überzeugender Weise abzuhandeln.

## Kritik
„Regisseur und Drehbuchautor Arnaud Desplechin (Die Wache, Ich und meine Liebe, Léo in Männergesellschaft) erzählt in Das Leben ist seltsam von Lebenslügen in der Familie und unter Freunden, von der Liebe und vom Tod, und das mit viel Komik und Poesie. In Rückblenden und mit einer beeindruckend vielseitigen Kameraführung visualisiert er die Geschichte zweier Menschen, die einmal mehr verbunden hat, deren Wege sich kreuzen und wieder trennen.“

„Desplechin (Leo in Männergesellschaft) breitet in Rois et reine (Könige und Königin) die Befindlichkeiten der Figuren in epischer Breite aus, zeigt sie in parallelen Erzählsträngen mit all ihren Lebenslügen, Psychosen und Charakterlosigkeiten. Dabei leuchtet er in zu viele Nischen ihres Sinnkrisenalltags und traktiert uns mit abstrusen Rückblenden und Endlos-Gedöns. Fazit: Seltsam verquaste Gesellschaftskritik.“

## Auszeichnungen
| Filmpreis          | Jahr | Kategorie                   | Person                             | Ergebnis  |
| ------------------ | ---- | --------------------------- | ---------------------------------- | --------- |
| Louis-Delluc-Preis | 2004 | Bester Film                 |                                    | gewonnen  |
| Prix Lumières      | 2005 | Beste Darstellerin          | Emmanuelle Devos                   | gewonnen  |
| Prix Lumières      | 2005 | Bester Darsteller           | Mathieu Amalric                    | gewonnen  |
| César              | 2005 | Bester Film                 |                                    | nominiert |
| César              | 2005 | Beste Regie                 | Arnaud Desplechin                  | nominiert |
| César              | 2005 | Bester Hauptdarsteller      | Mathieu Amalric                    | gewonnen  |
| César              | 2005 | Beste Hauptdarstellerin     | Emmanuelle Devos                   | nominiert |
| César              | 2005 | Bester Nebendarsteller      | Maurice Garrel                     | nominiert |
| César              | 2005 | Beste Nachwuchsdarstellerin | Magali Woch                        | nominiert |
| César              | 2005 | Bestes Drehbuch             | Arnaud Desplechin und Roger Bohbot | nominiert |
| Chlotrudis Awards  | 2006 | Beste Hauptdarstellerin     | Emmanuelle Devos                   | nominiert |
| Chlotrudis Awards  | 2006 | Bester Nebendarsteller      | Mathieu Amalric                    | nominiert |
| Prix Cinéma        | 2005 | Bester französischer Film   |                                    | gewonnen  |